# 조이의 특별한 플레이리스트
《조이의 특별한 플레이리스트》(영어: Zoey's Extraordinary Playlist)는 미국의 텔레비전 드라마이다. 2020년 1월 7일 NBC에서 처음 방송되었다.